# Павуву
Павуву (англ. Pavuvu) — наибольший из двух основных островов Расселл. Административно входит в состав Центральной провинции Соломоновых Островов.

## География
Расположен примерно в 48 километрах к северо-западу от Гуадалканала. В длину он занимает 17 километров. Общая поверхность суши — 120,2 км², полностью покрыта плантациями кокосовой пальмы.

## История
В 1943 году Павуву был оккупирован американскими войсками в ходе общего наступления в этом регионе. Следы их присутствия вроде бетонных блоков или больших металлических ангаров до сих пор можно встретить на острове.

## Население
Население — 1956 человек (2009), которые представляют народность лавукаль, говорят на собственном языке лавукалеве. Кроме того также в ходу применяется и пиджин Соломоновых островов. На западной стороне острова имеется поселение Нукуферо, в котором проживают полинезийские выходцы из провинции Темоту.